# Rhesus
Rhesus és una pel·lícula catalana del gènere thriller i drama del 2010, dirigida per Carles Torrens i protagonitzada per Tània Sàrrias i Jordi Cadellans. Ha estat escollida com la guanyadora de la Quarta Mostra de Cinema i Audiovisual Català, Som Cinema, celebrada a Mollerussa el mateix any 2010.

## Argument
En Ravell, un ex-inspector dels Mossos d'Esquadra i mestre de policies, ara retirat a un petit poble del Maresme, continua obsessionat pel cas Grau. Fa uns anys, aquest cas va provocar la seva jubilació anticipada just en el moment que estava a punt d'enxampar en Fèlix Grau, un sinistre traficant d'òrgans humans amb aparença de bona persona i ciutadà respectable. Inesperadament, la mort d'en Gerard Vilaplana, un nen de vuit anys fill de l'empresari Enric Vilaplana, ofereix a Ravell una oportunitat de tornar a obrir el cas Grau. Efectivament, en Ravell sospita que hi ha una vinculació entre Vilaplana, el Grau i el tràfic d'òrgans. Gestiona, aleshores, la intervenció de l'Alonso, un dels més brillants dels seus antics alumnes.

## Personatges
- Tània Sàrrias com a Txell
- Isaac Ferriz com a Moisès Alonso
- Fermí Reixach com a Ravell
- Laia Martí com a Laura Balius
- Jordi Cadellans com a Enric Vilaplana[2]

## Recepció
Del 18 al 23 d'octubre del 2010 es va celebrar la Quarta Mostra de Cinema i Audiovisual Català, Som Cinema, en la qual concursaven 25 treballs (5 llargmetratges, 7 documentals i 13 curtmetratges) i on la pel·lícula Rhesus va resultar ser guanyadora. El premi valorat en 6.000 euros el va atorgar el jurat format per Ignasi Juliachs (periodista i crític de cinema), Jesús Ramos Huete (escriptor i guionista), Antonio Boneu (director, guionista, escriptor i realitzador), Vicenta N'Dongo (actriu) i Mireia Ros (directora i actriu), la qual actua com a portaveu.
El director de la pel·lícula, Carles Torrens, ja va guanyar aquest certamen en la seva segona edició, amb la pel·lícula Plou a Barcelona, que també va acaparar una nominació com a millor TV movie als Premis Gaudí. En aquest cas, Rhesus (que està coproduïda per TV3) és va pensar en el seu inici per ser una pel·lícula de televisió de dos capítols als que després, per competir a Som Cinema, Torrens va donar format de llargmetratge. Va explicar que tot i ser una sèrie es va filmar com una pel·lícula el que va facilitar la seva adaptació. El jove director va destacar la importància del Som Cinema com un espai “perquè ens coneguem tots i reunir la gent del sector, per fer pinya”.